# Démonétisation des billets de 500 et 1 000 roupies

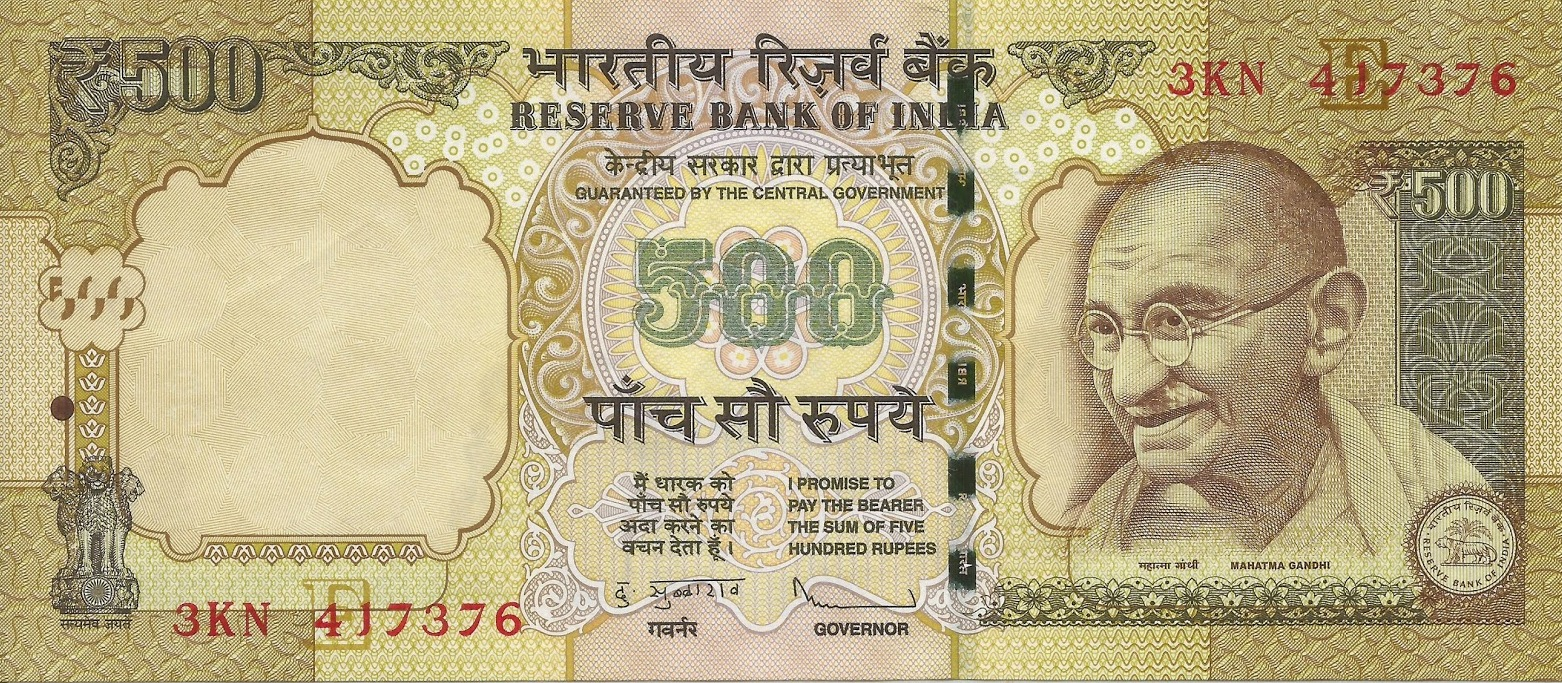
Billet de 500 roupies démonétisé

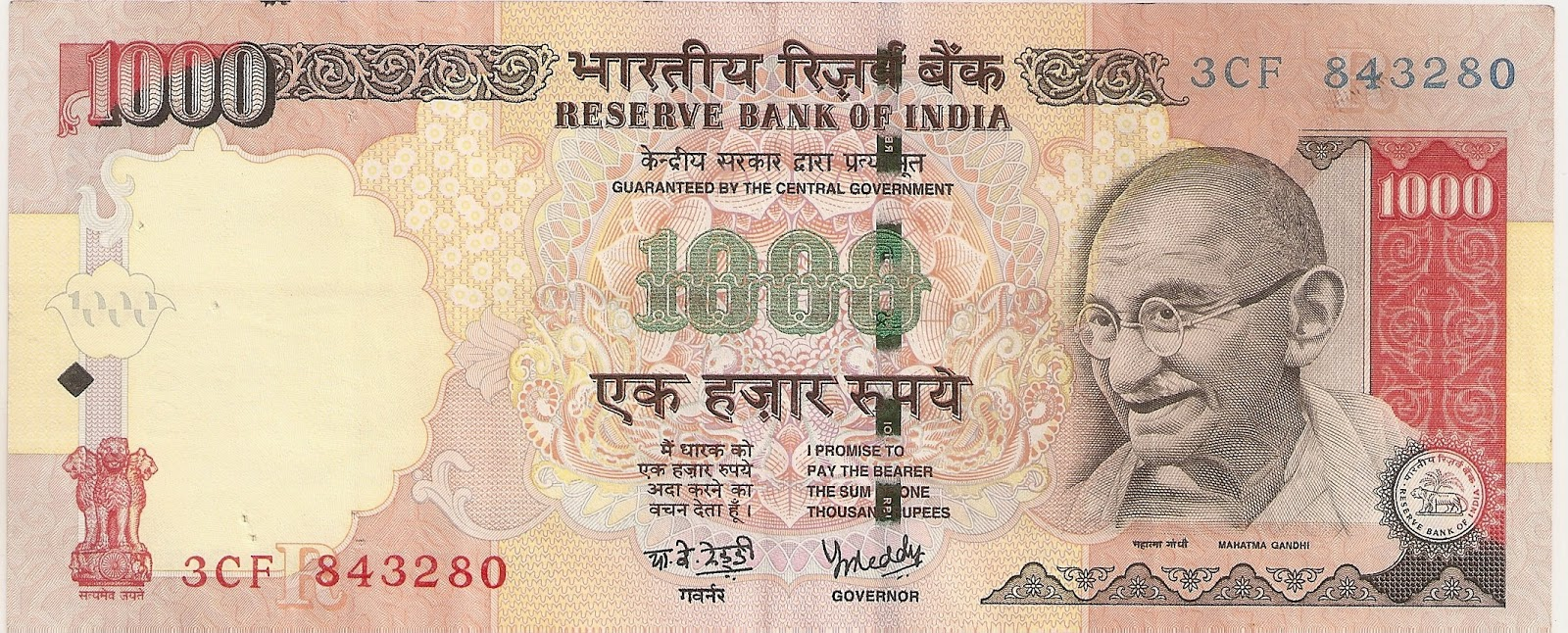
Billet de 1000 roupies démonétisé

La démonétisation des billets de 500 et 1 000 roupies a été décidée le 8 novembre 2016 par le gouvernement fédéral indien. À partir du 9 novembre, les billets de 500 et 1 000 roupies de la série Mahatma Gandhi ont ainsi perdu leur cours légal. De nouveaux billets de 500 et 2 000 roupies de la nouvelle série Mahatma Gandhi sont émis à partir du 10 novembre en remplacement des billets démonétisés.

## Déroulement
Cette démonétisation, annoncée le 8 novembre 2016 par le Premier ministre Narendra Modi, entre en vigueur le 9 novembre 2016. Cela oblige chaque possesseur d'anciens billets de 500 et 1 000 roupies à aller les échanger contre de nouvelles coupures. Les 24 milliards de billets de 500 et 1 000 roupies représentaient, au 28 octobre 2016, 17 700 milliards de roupies (17,77 lakh crore de roupies dans le système de numération indien), soit l'équivalent de 260 milliards de dollars américains ou 86 % de la masse monétaire fiduciaire du pays.
Les Indiens avaient jusqu'au 30 décembre 2016 pour échanger leurs anciennes coupures.
Les retraits en liquide ont été également restreints à un total de 4 000 roupies pendant une dizaine de jours.

## Raisons invoquées
Cette politique de démonétisation est justifiée par la lutte contre les faux billets, l'évasion fiscale et l'économie informelle. Cela fait suite à des précédentes démonétisations ayant eu lieu en Inde en 1946 et 1978.

## Nouveaux billets en remplacement
À partir du 10 novembre 2016, de nouveaux billets, les billets de 500 et 2 000 roupies de la nouvelle série Mahatma Gandhi, ont été mis en circulation en remplacement des billets démonétisés. De nouveaux billets de 1 000, 100 et 50 roupies devraient compléter cette nouvelle série (en).